# Caliche sangriento
Caliche sangriento es una película chilena de 1969, escrita y dirigida por Helvio Soto. La trama transcurre durante la Guerra del Pacífico, en donde Chile luchó por controlar mediante las armas los depósitos de nitratos en el desierto boliviano de Atacama. La película denuncia la crueldad y el absurdo de la guerra y la falta de unidad entre los pueblos de América Latina. 

## Argumento
Durante la campaña de Tacna y Arica (1880), un grupo de 17 soldados chilenos marcha extraviado por el desierto peruano entre Ilo y Moquegua tratando de reagruparse con el resto de su ejército que avanza sobre Tacna, cuartel general de la alianza peruboliviana; dirigidos por un severo capitán de carrera que exige disciplina y estricto cumplimiento a las órdenes militares y un teniente de procedencia civil que cuestiona las motivaciones de la guerra y los intereses capitalistas extranjeros sobre el salitre en disputa. Uno a uno, los hombres son víctimas de la monotonía abrumadora, la agobiante sed, la hostilidad de un territorio enemigo y los enfrentamientos con montoneras y tropas aliadas.

## Censura
La exhibición de la película fue inicialmente prohibida por la Comisión de Censura Cinematográfica del Estado al considerar que dicho film hería la dignidad nacional por, entre otros puntos, pretender «constituir una interpretación de las causas de dicha guerra y de sus resultados" al "atribuir las causas fundamentales y los motivos determinados de la guerra a intereses económicos de carácter imperialista de cuyas luchas habría sido siempre instrumento la nación chilena» considerando también que «el contenido de la película puede afectar gravemente a la unidad nacional».
No obstante el Tribunal de Apelación determinó, en segunda instancia, que la película podía exhibirse sin que esto significara una «aceptación a la fidelidad histórica de los hechos ni de la interpretación dada a los mismos».

## Elenco
- Héctor Duvauchelle
- Jaime Vadell
- José Soza
- Jorge Yáñez
- Jorge Guerra
- José Secall
- Arnaldo Berríos